# Geopelia maugei
Geopelia maugei là một loài chim trong họ Columbidae.